# Montenoy
Montenoy é uma comuna francesa na região administrativa de Grande Leste, no departamento de Meurthe-et-Moselle. Estende-se por uma área de 3,98 km². Em 2010 a comuna tinha 418 habitantes (densidade: 105 hab./km²).